# Karola Fings
Karola Fings (Leverkusen, 1962) es una historiadora y escritora alemana. En agosto de 2020, comenzó a dirigir el proyecto "Enciclopedia del genocidio nazi de sinti y romaníes en Europa" en la Universidad de Heidelberg.

## Trayectoria
Después de estudiar historia, historia de Europa del Este y lengua y literatura alemanas, se doctoró en la Universidad de Düsseldorf con la tesis  "Las comunas, la guerra y los campos de concentración. Las Brigadas de Construcción de las SS de Himmler".
Su trabajo, sobre el que ha realizado numerosos ensayos y publicaciones desde 1990, se centra en la investigación sobre la persecución de las minorías durante el nacionalsocialismo, la composición y estructura de los campos de concentración nazis y su relación con el entorno. Fings está particularmente interesada en la historia reciente de los romaníes europeos y, sobre todo, en la historia de su persecución durante el nazismo.
A partir de 2001, Fings trabajó como asistente de investigación en el Centro de Documentación sobre el Nacionalsocialismo de la ciudad de Colonia. Entre otras cosas, se encargó del amplio proyecto sobre trabajos forzados. En 2003, se convirtió en subdirectora de la instalación.
Desde 2004, impartió clases en el Departamento de Historia de la Universidad de Colonia sobre temas  tales como la política de las minorías, el nacionalsocialismo y la persecución de los gitanos.
El 1 de agosto de 2020, asumió la gestión del proyecto "Enciclopedia del genocidio nazi de los sinti y los romaníes en Europa" en el Departamento de Historia de la Universidad de Heidelberg, Centro de investigación sobre antiziganismo. Como parte de un proyecto de investigación de cinco años, se va a elaborar allí, bajo su dirección, una enciclopedia sobre la "Documentación del genocidio de los sinti y romaníes". El proyecto de investigación está financiado por el Ministerio Federal de Asuntos Exteriores con alrededor de 1,2 millones de euros.

## Premios
- 2006: Premio Horst Konejung[6]

## Literatura
- Jahresbericht 2011 / NS-Dokumentationszentrum der Stadt Köln. Stadt Köln, Köln 2012, ISBN 978-3-938636-17-6.